# کارول جی
کارولینا جیرالدو ناوارو (زاده ۱۴ فوریه ۱۹۹۱)، که به طور حرفه‌ای با نام کارول جی (در تمامی سبک‌های نوشتاری) شناخته می شود، خواننده و ترانه‌سرای کلمبیایی است. او عمدتاً به عنوان یک هنرمند رگاتون و ترپ لاتین توصیف می شود، اما انواع مختلفی از سبک‌ها از جمله رگی و سرتانجا را تجربه کرده است. وی همچنین به دلیل شهرت بسیار یک زن در صحنه رگاتون مشهور است. در سال ۲۰۱۸، او برنده جایزه گرمی لاتین برای بهترین هنرمند جدید شد، و چندین بار نامزد جوایز موسیقی لاتین بیلبورد و جوایز لو نوئسترو شده است.
او متولد و بزرگ شدۀ مدئین است، جیرالدو کار خود را از نوجوانی آغاز کرد، و در اسپین‌آف کلمبیایی ایکس فاکتور ظاهر شد. او برای کسب اطلاعات بیشتر در مورد صنعت موسیقی در سال ۲۰۱۴ به نیویورک نقل مکان کرد و با یونیورسال موزیک لاتین قرارداد بست. همکاری او با خواننده/رپر پورتوریکویی بد بانی "حالا با من تماس بگیر" موفقیت بزرگی را برایش در پی داشت، و تک آهنگ اصلی آلبوم غیرقابل توقف بود که در سال ۲۰۱۷ منتشر شد. در اواخر سال ۲۰۱۸، آهنگ "راز" در آمریکای لاتین به محبوبیت زیادی دست یافت که او و آنوئل ای‌ای به طور علنی رابطه خود را در این موزیک ویدئو تأیید کردند.
در ژوئیه ۲۰۱۹، او آهنگ "چین" را در همکاری با آنوئل ای‌ای، جی بالوین، ددی یانکی و اوسونا منتشر کرد، که اولین موزیک ویدئوی او با بیش از یک میلیارد بازدید در یوتیوب بود. در مه ۲۰۱۹، او آلبوم اقیانوس را منتشر کرد. آهنگ او به نام "توسا" به همراه رپر ترینیدادی نیکی میناژ به موفقیت بین المللی دست یافت و از آرآی‌ای‌ای گواهی‌نامه ۲۸x پلاتین لاتین را دریافت کرد، و ۲۵ هفته در چارت آهنگ های داغ لاتین بیلبورد ماند. در ۲۰۲۰ کارول جی ۴ نامزدی در جوایز گرمی لاتین دریافت کرد.

## اوایل زندگی
کارولینا جیرالدو ناوارو در ۱۴ فوریه ۱۹۹۱ در مدئین، کلمبیا و به عنوان کوچکترین فرزند از سه فرزند خانواده به دنیا آمد. در چهارده سالگی، او در نسخه کلمبیایی ایکس فاکتور ظاهر شد. چند سال پس از اجرای خود در این نمایش، وی اولین قرارداد خود را با فلامینگو رکوردز (کلمبیا) و دیاموند رکوردز (پورتوریکو) بست و نام هنری "کارول جی" برای خود انتخاب کرد. او مدتی بعد با جی بالوین در جشن کینسه‌آنیرا اجرا کرد.

## زندگی هنری

### ۲۰۰۷-۲۰۱۶: شروع
در سال های بعد، او هر سال یک آهنگ را ضبط و منتشر می کرد، که آن ها شامل "در ساحل" در ۲۰۰۷، "برای تو" در ۲۰۰۸، "به من بگو بله" در ۲۰۰۹ و "هزار راه" در سال ۲۰۱۰ بودند. وی موسیقی را در دانشگاه انتیوکیا تحصیل کرد و در طی تحصیل برای دیگر هنرمندان، از جمله ریکون، در ضبط آهنگ های "اسباب‌بازی تو" در ۲۰۱۱ و "۳۰۱" در ۲۰۱۲، به عنوان خواننده پشت صدا همکاری می کرد. اندکی بعد، وی برای دیدار با یونیورسال رکوردز به میامی سفر کرد، که از ترس اینکه یک زن نتواند در سبک رگاتون موفق باشد، از امضای قرارداد با او خودداری کرد.
در پاسخ به تصمیم یونیورسال موزیک، او به همراه پدرش تصمیم گرفت که حرفه مستقل خود را با گشت و گذار در اطراف کلمبیا و در کالج ها ، باشگاه ها و جشنواره ها ارتقا دهد. کارول جی به یاد می آورد، "من همیشه می گفتم اگر ما در هر مایل درآمد کسب می کردیم، میلیونر می شدیم. این یک روند طولانی بود ... و به همین دلیل، من واقعاً می توانم از آنچه که اکنون اتفاق می افتد لذت ببرم." تبلیغات بیشتر از طریق این تورها منجر به همکاری وی در سال ۲۰۱۳ در آهنگ "Amor de Dos" با نیکی جم شد. با این حال، او متوجه شد که حرفه اش به اندازه کافی پیشرفت نمی کند، و کارول جی در سال ۲۰۱۴ به نیویورک نقل مکان کرد. او با حضور در تبلیغات مترو، کلاس های مدیریت تجارت موسیقی را می گذراند، که به او کمک کرد تا در مورد این صنعت بیاموزد و به او انگیزه بیشتری برای ادامه کارش دهد. آهنگ دنس‌هال او با نام "Ricos Besos" در کلمبیا در سال ۲۰۱۴ معروف شد. در سال ۲۰۱۶، او با یونیورسال موزیک لاتین قرارداد امضا کرد. در طول سال، او آهنگ های "کاسی نادا" ، "سلام" را با ستاره نوظهور اوسونا و "مونیکو د لگو" منتشر کرد.

### ۲۰۱۷-۱۸: دستیابی به موفقیت وغیرقابل توقف

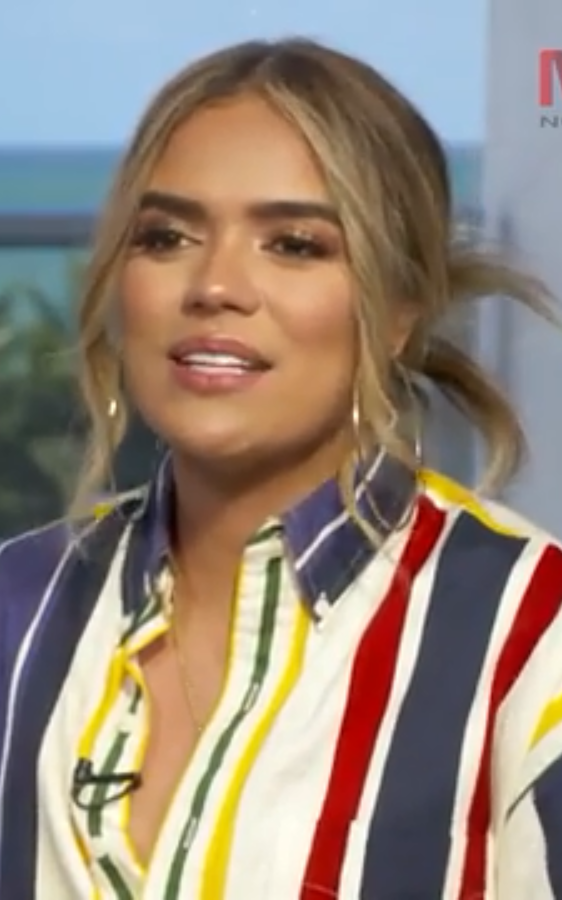
کارول جی در اکتبر ۲۰۱۸.

در ژانویه ۲۰۱۷، کارول جی به عنوان داور به مسابقه استعدادیابی غول‌های کوچک ایالات متحده پیوست، و به کودکان ۶ تا ۱۱ سال که در این نمایش اجرا می کردند مشاوره می داد. در فوریه او آهنگ "A Ella" را منتشر کرد، ترانه ای الهام گرفته از وقایع اتفاق افتاده در زندگی واقعی اش. در مه، همکاری او با خواننده ترپ پورتوریکویی بد بانی به نام "حالا با من تماس بگیر"، بسیار مورد توجه قرار گرفت و به موفقیت بزرگی برایش تبدیل شد. ویدئوی آن بیش از ۷۵۶ میلیون بازدید در یوتیوب به دست آورد و در چارت آهنگ های لاتین داغ بیلبورد به رتبه ۱۰ رسید. این ترانه توسط مارتی پرسیادو از ان‌پی‌آر به عنوان "بیس-سنگین، سرود ترپ ناعذرخواهانه برای نشان دادن قدرت زنانگی، آلوده به های-هت و زیربیس سنگین [که] مردانگی هژمونیک را به چالش می کشد، خواندن درباره احترام، عشق و تصمیمات مثبت جنسی" توصیف کرد. به گفته اکلین لوزمیلا کارابایو از رولینگ استون، "پس از آن بود که جیرالدو به موج روزافزون و جهانی پاپ شهری پیوست و خود را به عنوان یکی از برجسته ترین خواننده ها معرفی کرد". "حالا با من تماس بگیر" در لیست "موردعلاقه‌های آلت.لاتینو: آهنگ های سال ۲۰۱۷" به عنوان یکی از بهترین آهنگ های لاتین سال ۲۰۱۷ قرار گرفت.
"حالا با من تماس بگیر" به تک آهنگ اصلی اولین آلبوم استودیویی خود، غیرقابل توقف تبدیل شد، با اینکه شامل سه آهنگ فوق بود، این آلبوم در اکتبر ۲۰۱۷ منتشر شد و در شماره ۲ چارت آلبوم های لاتین برتر بیلبورد قرار گرفت. تام جورک از آل‌میوزیک غیرقابل توقف را "اولین ورود محکم یک زن در جنبش ترپ لاتین" خواند. در مارس ۲۰۱۸، وی با الهام گرفتن از جنگل موزیک ویدئوی تک آهنگ خود "آناناس" را منتشر کرد. در همان ماه، وی به عنوان نامزد نهایی برترین هنرمند زن سال جوایز موسیقی لاتین بیلبورد معرفی شد. در مه ۲۰۱۸، او "تخت خواب من" را منتشر کرد که به موفقیت تجاری رسید. و به دنبال آن، "گناهکار" به همراه رپر پورتوریکویی آنوئل ای‌ای، در چارت آهنگ های داغ لاتین بیلبورد در جایگاه هشتم قرار گرفت، در حالی که ریمیکس "تخت خواب من" به همراه جی بالوین و نیکی جم در همان چارت در رتبه شش قرار گرفت.

### ۲۰۱۹–اکنون:اقیانوس

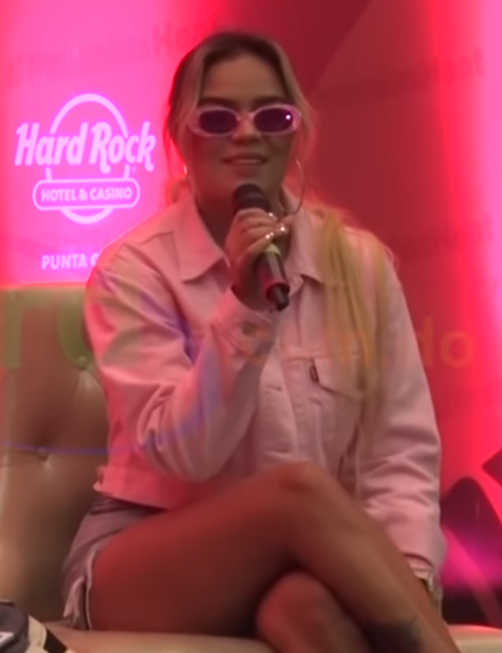
کارول جی در پونتا کانا، جمهوری دومینیکن در ۲۰۱۹.

در ژانویه ۲۰۱۹، خواننده تک آهنگ "راز" را با رپر پورتوریکویی، آنوئل ای‌ای منتشر کرد که رابطه عاشقانه این دو هنرمند را در موزیک ویدئوی این آهنگ تأیید می کند. این تک آهنگ در چارت ۱۰۰ تک آهنگ داغ بیلبورد به شماره ۶۸ و در چارت آهنگ های داغ لاتین ایالات متحده به رتبه پنجم رسید. این آهنگ از دوره زمانی الهام گرفته شده بود که آنوئل ای‌ای و کارول جی با هم قرار می گذاشتند اما هنوز در مورد روابطشان به طور علنی بحث نکرده بودند. زیبایی "زوج قدرت" این ویدئو را با بیانسه و جی-زی و همچنین جنیفر لوپز و مارک آنتونی مقایسه می کردند. او آلبوم اقیانوس را در ۳ مه ۲۰۱۹ منتشر کرد. این آلبوم از لحظه ای آرامش که او در ساحل جزیره تنریف اسپانیا تجربه کرد الهام گرفت، و او برای الهام گرفتن بیشتر برای آلبومش به سواحل جزایر تورکس و کایکوس و سن مارتن سفر کرد. الیاس لیت از رولینگ استون آلبوم را با بیان اینكه "قدرت اقیانوس با این واقعیت كه یک سوم این آهنگ ها قبلاً منتشر شده اند كاهش می یابد" بررسی كرد اما اظهار داشت كه "دیگر آهنگ ها بسیار متنوع هستند".
در ژوئیه ۲۰۱۹، کارول جی در آهنگ "چین" با آنوئل ای‌ای، ددی یانکی، اوسونا و جی بالوین همکاری کرد. این آهنگ به شدت از تک آهنگ شگی در سال ۲۰۰۰، به نام "من نبودم" نمونه برداری شده است. "چین" در ۲ اوت ۲۰۱۹ در چارت آهنگ های داغ لاتین بیلبورد به رتبه دوم رسید، و با ۱۰۰۰ فروش دانلودی و ۱۴,۱ میلیون پخش آنلاین در رده نخست جدول آهنگ های دیجیتال لاتین و آهنگ های پخش جریانی لاتین قرار گرفت. "چین" در لیست ۱۰ موزیک ویدئوی برتر لاتین در ژوئیه در فهرست رولینگ استون قرار گرفت. کارول جی برای اولین بار این آهنگ را در تلویزیون آمریکا در برنامه امشب با اجرای جیمی فلن در ۱۰ ژانویه ۲۰۲۰ پخش کرد. این آهنگ در ۲۳ نوامبر ۲۰۱۹ به رتبه یک چارت آهنگ های داغ لاتین بیلبورد رسید و ۲۵ هفته در چارت باقی ماند.
در آوریل سال ۲۰۲۰، کارول جی تک آهنگ و ویدئوی "دنبال" را با آنوئل ای‌ای منتشر کرد، که به دلیل دنیاگیری کووید-۱۹ او تمام آن را در حالی که در قرنطینه بود در میامی ضبط کرد. او همچنین با جوناس برادرز در یک ترانه "معاشقه" به نام "ایکس" همکاری کرد که اولین بار در تیتراژ پایانی فیلم مستند گروه به نام خوشبختی ادامه دارد ظاهر شد. کارول جی و جوناس برادرز با استفاده از فیلم خام ترکیبی و به عنوان "راهی هوشمندانه برای کنار آمدن با چالش آشکار تلاش برای فیلمبرداری یک موزیک ویدئو در بحران کووید-۱۹"، موزیک ویدئوی این آهنگ را در آیفون های خود فیلمبرداری کردند.

## هنرمندی

### سبک موسیقی
موسیقی کارول جی عمدتاً به عنوان رگاتون و ترپ لاتین توصیف شده است. با این حال، او انواع مختلفی از سبک‌ها را در کارهای خود امتحان کرده است. آلبوم اقیانوس شامل تجربه کردن طیف گسترده ای از سبک‌هاست. وی با دوئت برزیلی سیمونه و سیماریا در آهنگ اسپانیایی / پرتغالی "La Vida Continuó" همکاری کرد، که شامل تأثیراتی از سبک سرتانجا است. کارول جی از جذابیت جهانی خوانندگانی نظیر بیانسه، سلنا و شکیرا به عنوان تأثیرات عمده در کار وی و سطح به رسمیت شناختن جهانی که امیدوار است به آن برسد، یاد می کند. کارول جی چهره خود را در کنار ریانا و سلنا در ساعد راست خود خال‌کوبی کرده است. او در موسیقی اش تحت تأثیر طیف گسترده ای از هنرمندان، از جمله بکستریت بویز، تالیا، اسپایس گرلز، جری ریوه‌را، بی جیز و رد هات چیلی پپرز قرار گرفته است.

## تصویر عمومی

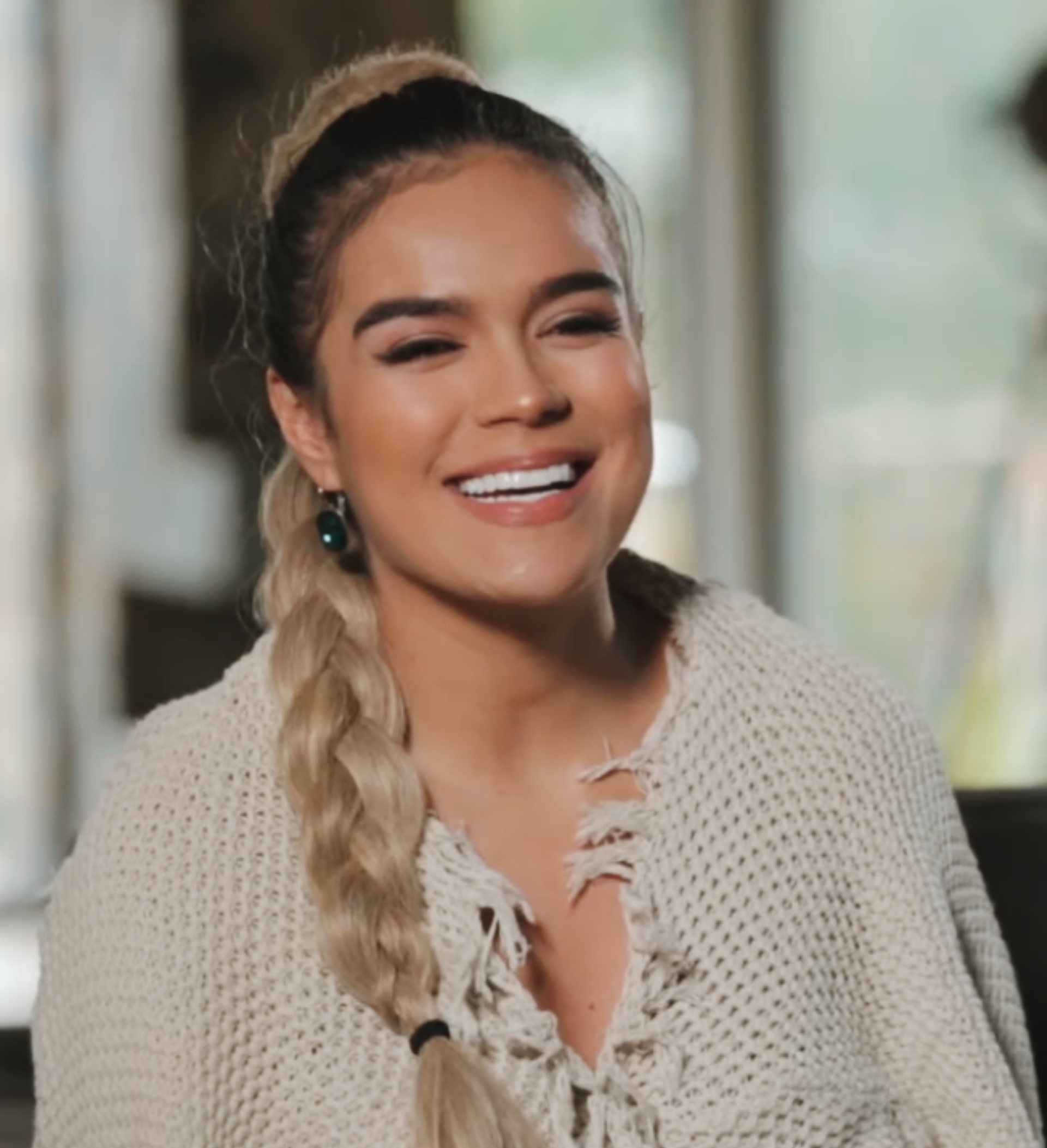
کارول جی در سال ۲۰۰۹

اکلین لوزمیلا کارابایو از رولینگ استون، سبک لباس کارول جی را "زنانه و سکسی، در عین حال اسپرت و تام‌بوی‌گونه — اما هرگز [بامزه]" توصیف می کند. گری سوارز از وایس خاطرنشان می کند که در موزیک ویدئوهایش، "او مثبت تر از جنسیت خود را نشان می دهد که یک تصویر قدرتمند از جلو و مرکز تصویر را منعکس می کند، به جای تروپ های آب نبات چشم که اغلب در تصاویر اربن دیده می شود." کارول جی طرفداران زیادی از ال‌جی‌بی‌تی دارد، و این خواننده با تعریف اینکه طرفداران همجنسگرای خود را تحسین می کند، ابراز تحسین کرد: "من افرادی را دوست دارم که می توانند به دنیا بروند و نترسند ... این چیزی است که من از آن جامعه بسیار تحسین می کنم. آنها یک انرژی زیبا دارند." او از ضبط آهنگ "بدون لباس خواب" به همراه بکی جی پرهیز کرد، که بکی جی بعدها با ناتی ناتاشا برای ضبط و انتشار این آهنگ همکاری کرد و برایشان موفقیت آمیز بود. زیرا شعر آن در مورد مصرف ماری‌جوآنا بود. کارول جی، که ماری‌جوآنا مصرف نمی کند، احساس کرد که این آهنگ سبک زندگی واقعی او را نشان نمی دهد. برای آلبوم اقیانوس، کارول جی از تصویر صیقلی جلد آلبوم غیرقابل توقف دور شد و این هنرمند توضیح داد: "من تصویر را بدون آرایش و فوق العاده طبیعی انجام دادم. زیرا این روشی است که با آن من می خواهم الان مردم به موسیقی من گوش دهند."
در سال ۲۰۲۰، توئیت کارول جی در مورد رنگ "کامل" سگ خود و ذکر آن به عنوان نمونه ای از زیبایی و سفید و سیاه در کنار هم باعث ایجاد بحث و جدل شد. او بعداً اعتراف کرد که این عمل را "به صورت ناآگاهانه" انجام داده و در زمانی بود که جان سیاه‌پوستان مهم است در سال ۲۰۲۰ گریبانگیر آمریکا شده بود. کارول جی همچنین در مصاحبه خود با گاردین اعتراف کرد که "فرصت های زیادی را از دست داده است."

## زندگی شخصی
کارول جی در اوت ۲۰۱۸ رپر پورتوریکویی آنوئل ای‌ای را سر صحنه موزیک ویدئوی آهنگشان "گناهکار"، و یک ماه پس از آزادی آنوئل از زندان، ملاقات كرد. در ژانویه ۲۰۱۹، این زوج رابطه خود را تأیید کردند. در ۲۵ آوریل ۲۰۱۹، کارول جی با به دست کردن یک حلقه ازدواج الماس، به جوایز موسیقی بیلبورد لاتین رسید، و نامزدی این زوج تأیید شد. این زوج پس از نزدیک به ۱ سال نامزدی در مارس ۲۰۲۱ از هم جدا شدند.
در ژوئیه ۲۰۲۰، تست کارول جی برای کووید ۱۹ مثبت بود.
کارول جی مدافع صوتی فرهنگ و هنر از زادگاهش مدئین، کلمبیا است. در مه ۲۰۲۰، او به وبلاگ مسافرتی د فائوکس تراولر گفت: "این یک شهر زیبا با تعداد زیادی از مردم صمیمی است و ما توسط کوه ها و هر چیز دیگری احاطه شده ایم. ما خوانندگان و هنرمندان داریم و فیلم های بزرگی نیز می سازیم. اگر شما مجبور بودید فقط یک توقف به لیست خود اضافه کنید، من به شما Llanogrande را توصیه میکنم. این یک مکان سرسبز با چشم اندازهای زیبا است و هرکس اهل مدئین معمولاً آخر هفته ها به آنجا می رود. Llanogrande در کنار خانواده و دوستان واقعاً سرگرم کننده است."

## آلبوم‌شناسی
- غیرقابل توقف (۲۰۱۷)
- اقیانوس (۲۰۱۹)
- KG۰۵۱۶ (۲۰۲۱)
- فردا زیبا خواهد بود(۲۰۲۳)
- فردا زیبا خواهد بود:bichota season (۲۰۲۳)

## جوایز و نامزدی‌ها
| جایزه                      | سال  | دسته                                            | کار                                | نتیجه    | منبع.         |
| -------------------------- | ---- | ----------------------------------------------- | ---------------------------------- | -------- | ------------- |
| جوایز موسیقی آمریکا        | ۲۰۲۰ | هنرمند زن محبوب - لاتین                         | خودش                               | نامزدشده | [ ۲۸ ]        |
| جوایز موسیقی آمریکا        | ۲۰۲۰ | ترانه برگزیده – لاتین                           | "توسا"                             | برنده    | [ ۲۸ ]        |
| جوایز موسیقی لاتین بیلبورد | ۲۰۱۸ | بهترین آلبوم لاتین سال، زن                      | خودش                               | نامزدشده | [ ۲۹ ]        |
| جوایز موسیقی لاتین بیلبورد | ۲۰۱۹ | هنرمند جدید سال                                 | خودش                               | نامزدشده | [ ۳۰ ]        |
| جوایز موسیقی لاتین بیلبورد | ۲۰۱۹ | آهنگ داغ لاتین سال، زن                          | خودش                               | نامزدشده | [ ۳۰ ]        |
| جوایز موسیقی لاتین بیلبورد | ۲۰۱۹ | بهترین آلبوم لاتین سال، زن                      | خودش                               | نامزدشده | [ ۳۰ ]        |
| جوایز موسیقی لاتین بیلبورد | ۲۰۲۰ | آهنگ داغ لاتین سال                              | خودش                               | برنده    | [ ۳۱ ]        |
| جوایز موسیقی لاتین بیلبورد | ۲۰۲۰ | بهترین آلبوم لاتین هنرمند زن سال                | خودش                               | برنده    | [ ۳۱ ]        |
| جوایز موسیقی لاتین بیلبورد | ۲۰۲۰ | آهنگ ایرپلی سال                                 | "چین"                              | نامزدشده | [ ۳۱ ]        |
| جوایز بریک‌تودو             | ۲۰۲۰ | هنرمند جهانی                                    | خودش                               | نامزدشده | [ ۳۲ ]        |
| جوایز بریک‌تودو             | ۲۰۲۰ | هنرمند لاتین                                    | خودش                               | نامزدشده | [ ۳۲ ]        |
| جوایز بریک‌تودو             | ۲۰۲۰ | همکاری سال                                      | "توسا"                             | نامزدشده | [ ۳۲ ]        |
| جوایز اسکپ                 | ۲۰۱۹ | آهنگ برنده                                      | "تخت خواب من"                      | برنده    | [ ۳۳ ]        |
| جوایز هیت موزیک لاتین      | ۲۰۱۹ | بهترین هنرمند زن                                | خودش                               | برنده    | [ ۳۴ ]        |
| جوایز هیت موزیک لاتین      | ۲۰۱۹ | بهترین هنرمند اربن                              | خودش                               | نامزدشده | [ ۳۴ ]        |
| جوایز هیت موزیک لاتین      | ۲۰۱۹ | بهترین ویدئو                                    | "آناناس"                           | برنده    | [ ۳۴ ]        |
| جوایز هیت موزیک لاتین      | ۲۰۲۰ | بهترین هنرمند اربن                              | خودش                               | برنده    | [ ۳۵ ]        |
| جوایز هیت موزیک لاتین      | ۲۰۲۰ | بهترین ویدئو                                    | "توسا"                             | برنده    | [ ۳۵ ]        |
| جوایز لا میوزا             | ۲۰۱۸ | جایزه لا میوزا النا کاسالس                      | خودش                               | برنده    | [ ۳۶ ]        |
| جوایز موسیقی آمریکای لاتین | ۲۰۱۸ | هنرمند محبوب – زن                               | خودش                               | نامزدشده | [ ۳۷ ]        |
| جوایز موسیقی آمریکای لاتین | ۲۰۱۹ | هنرمند سال                                      | خودش                               | نامزدشده | [ ۳۸ ]        |
| جوایز موسیقی آمریکای لاتین | ۲۰۱۹ | هنرمند محبوب – زن                               | خودش                               | نامزدشده | [ ۳۸ ]        |
| جایزه گرمی لاتین           | ۲۰۱۸ | بهترین هنرمند جدید                              | خودش                               | برنده    | [ ۳۹ ]        |
| جایزه گرمی لاتین           | ۲۰۱۸ | بهترین آهنگ اربن                                | "تخت خواب من"                      | نامزدشده | [ ۳۹ ]        |
| جایزه گرمی لاتین           | ۲۰۲۰ | بهترین تلفیق/اجرای اربن                         | "چین"                              | نامزدشده | [ ۴۰ ]        |
| جایزه گرمی لاتین           | ۲۰۲۰ | ضبط سال                                         | "چین"                              | نامزدشده | [ ۴۰ ]        |
| جایزه گرمی لاتین           | ۲۰۲۰ | ضبط سال                                         | "توسا"                             | نامزدشده | [ ۴۰ ]        |
| جایزه گرمی لاتین           | ۲۰۲۰ | آهنگ سال                                        | "توسا"                             | نامزدشده | [ ۴۰ ]        |
| جوایز موسیقی لوس۴۰         | ۲۰۲۰ | بهترین هنرمند اربن                              | خودش                               | نامزدشده | [ ۴۱ ]        |
| جوایز موسیقی لوس۴۰         | ۲۰۲۰ | بهترین آهنگ لاتین                               | "توسا"                             | برنده    | [ ۴۱ ]        |
| جوایز موسیقی لوس۴۰         | ۲۰۲۰ | بهترین ویدئوی لاتین                             | "توسا"                             | برنده    | [ ۴۱ ]        |
| جوایز موسیقی ام‌تی‌وی اروپا  | ۲۰۲۰ | بهترین ویدئو                                    | "توسا"                             | نامزدشده | [ ۴۲ ]        |
| جوایز موسیقی ام‌تی‌وی اروپا  | ۲۰۲۰ | بهترین همکاری                                   | "توسا"                             | برنده    | [ ۴۲ ]        |
| جوایز موسیقی ام‌تی‌وی اروپا  | ۲۰۲۰ | بهترین لاتین                                    | خودش                               | برنده    | [ ۴۲ ]        |
| جوایز موسیقی ام‌تی‌وی اروپا  | ۲۰۲۰ | بهترین هنرمند مرکزی آمریکای لاتین               | خودش                               | برنده    | [ ۴۲ ]        |
| جوایز ویدئو موسیقی ام‌تی‌وی  | ۲۰۲۰ | بهترین همکاری                                   | "توسا"                             | نامزدشده | [ ۴۳ ]        |
| جوایز ویدئو موسیقی ام‌تی‌وی  | ۲۰۲۰ | بهترین لاتین                                    | "توسا"                             | نامزدشده | [ ۴۳ ]        |
| جوایز ویدئو موسیقی ام‌تی‌وی  | ۲۰۲۰ | بهترین لاتین                                    | "چین"                              | نامزدشده | [ ۴۳ ]        |
| جوایز موسیقی ان‌آرجی        | ۲۰۲۰ | مکاشفه بین‌المللی سال                            | خودش                               | نامزدشده | [ ۴۴ ]        |
| جوایز موسیقی ان‌آرجی        | ۲۰۲۰ | آهنگ بین‌المللی سال                              | "توسا"                             | نامزدشده | [ ۴۴ ]        |
| جوایز موسیقی ان‌آرجی        | ۲۰۲۰ | همکاری بین‌المللی سال                            | "توسا"                             | نامزدشده | [ ۴۴ ]        |
| جوایز یوونتود              | ۲۰۲۰ | زوج یا دوستانی که در فیدهای یکدیگر ظاهر می شوند | آنوئل ای‌ای و کارول جی              | برنده    | [ ۴۵ ]        |
| جوایز یوونتود              | ۲۰۲۰ | آهنگی که در هنگام ترافیک آن را گوش می دهید      | "چین"                              | برنده    | [ ۴۵ ]        |
| جوایز یوونتود              | ۲۰۲۰ | بهترین آهنگ همکاری                              | "چین"                              | برنده    | [ ۴۵ ]        |
| جوایز یوونتود              | ۲۰۲۰ | هنرمندانی که با حیوانات خانگی خود پست می گذارند | کارول جی و آنوئل ای‌ای در کنار گوکو | برنده    | [ ۴۵ ]        |
| جوایز لو نوئسترو           | ۲۰۱۹ | هنرمند زن اربن سال                              | خودش                               | برنده    | [ ۴۶ ] [ ۴۷ ] |
| جوایز لو نوئسترو           | ۲۰۱۹ | ریمیکس سال                                      | "Mi Mala (ریمیکس)"                 | نامزدشده | [ ۴۶ ] [ ۴۷ ] |
| جوایز لو نوئسترو           | ۲۰۱۹ | ویدئوی سال                                      | "تخت خواب من (ریمیکس)"             | برنده    | [ ۴۶ ] [ ۴۷ ] |
| جوایز لو نوئسترو           | ۲۰۲۱ | هنرمند سال                                      | خودش                               | نامزدشده | [ ۴۸ ]        |
| جوایز لو نوئسترو           | ۲۰۲۱ | هنرمند زن اربن سال                              | خودش                               | برنده    | [ ۴۸ ]        |
| جوایز لو نوئسترو           | ۲۰۲۱ | "توسا"                                          | آهنگ سال                           | برنده    | [ ۴۸ ]        |
| جوایز لو نوئسترو           | ۲۰۲۱ | "توسا"                                          | همکاری متقاطع سال                  | نامزدشده | [ ۴۸ ]        |
| جوایز لو نوئسترو           | ۲۰۲۱ | "توسا"                                          | آهنگ اربن سال                      | نامزدشده | [ ۴۸ ]        |
| جوایز لو نوئسترو           | ۲۰۲۱ | "توسا"                                          | همکاری اربن سال                    | برنده    | [ ۴۸ ]        |
| جوایز لو نوئسترو           | ۲۰۲۱ | "کاراملو (ریمیکس)"                              | ریمیکس سال                         | نامزدشده | [ ۴۸ ]        |
| جوایز موسیقی اربن          | ۲۰۱۹ | هنرمند بین‌المللی زن                             | خودش                               | نامزدشده | [ ۴۹ ]        |
| جوایز موسیقی اربن          | ۲۰۱۹ | آهنگ بین‌المللی هنرمند                           | "تخت خواب من                       | نامزدشده | [ ۴۹ ]        |
| جوایز موسیقی اربن          | ۲۰۱۹ | ویدئوی بین‌المللی هنرمند                         | "تخت خواب من                       | نامزدشده | [ ۴۹ ]        |
| جوایز موسیقی اربن          | ۲۰۱۹ | ویدئوی بین‌المللی هنرمند                         | "به من اعتماد کن"                  | نامزدشده | [ ۴۹ ]        |
| جوایز موسیقی اربن          | ۲۰۱۹ | همکاری سال                                      | "گناهکار"                          | نامزدشده | [ ۴۹ ]        |
| جوایز موسیقی اربن          | ۲۰۲۰ | هنرمند زن سال                                   | خودش                               | نامزدشده | [ ۵۰ ]        |
| جوایز موسیقی اربن          | ۲۰۲۰ | آهنگ سال برای زنان                              | "اقیانوس"                          | نامزدشده | [ ۵۰ ]        |
| جوایز موسیقی اربن          | ۲۰۲۰ | آهنگ سال برای زنان                              | "توسا"                             | نامزدشده | [ ۵۰ ]        |
| جوایز موسیقی اربن          | ۲۰۲۰ | آهنگ سال                                        | "چین"                              | نامزدشده | [ ۵۰ ]        |
| جوایز موسیقی اربن          | ۲۰۲۰ | ویدئوی سال                                      | "چین"                              | نامزدشده | [ ۵۰ ]        |
| جوایز موسیقی اربن          | ۲۰۲۰ | همکاری سال                                      | "چین"                              | برنده    | [ ۵۰ ]        |
| جوایز موسیقی اربن          | ۲۰۲۰ | همکاری سال                                      | "راز"                              | نامزدشده | [ ۵۰ ]        |
| جوایز موسیقی اربن          | ۲۰۲۰ | آلبوم سال برای زنان                             | اقیانوس                            | نامزدشده | [ ۵۰ ]        |